# Žveplenjače
Žveplenjače (znanstveno ime Hypholoma) so rod gliv iz družine strniščark (Strophariaceae).

## Seznam žveplenjač Slovenije[3]
- sivolistna žveplenjača (Hypholoma capnoides)
- dolgobetna žveplenjača (Hypholoma elongatum)
- rjavolistna žveplenjača (Hypholoma epixanthum)
- resina žveplenjača (Hypholoma ericaeum)
- navadna žveplenjača (Hypholoma fasciculare)
- opečna žveplenjača (Hypholoma lateritium)
- pisanobetna žveplenjača (Hypholoma marginatum)
- mahova žveplenjača (Hypholoma polytrichi)
- korenasta žveplenjaca (Hypholoma radicosum)